# Forestiera segregata
Forestiera segregata är en syrenväxtart som först beskrevs av Nikolaus Joseph von Jacquin, och fick sitt nu gällande namn av Carl Karl Wilhelm Leopold Krug och Ignatz Urban. Forestiera segregata ingår i släktet Forestiera och familjen syrenväxter.

## Underarter
Arten delas in i följande underarter:
- F. s. pinetorum
- F. s. segregata

## Bildgalleri

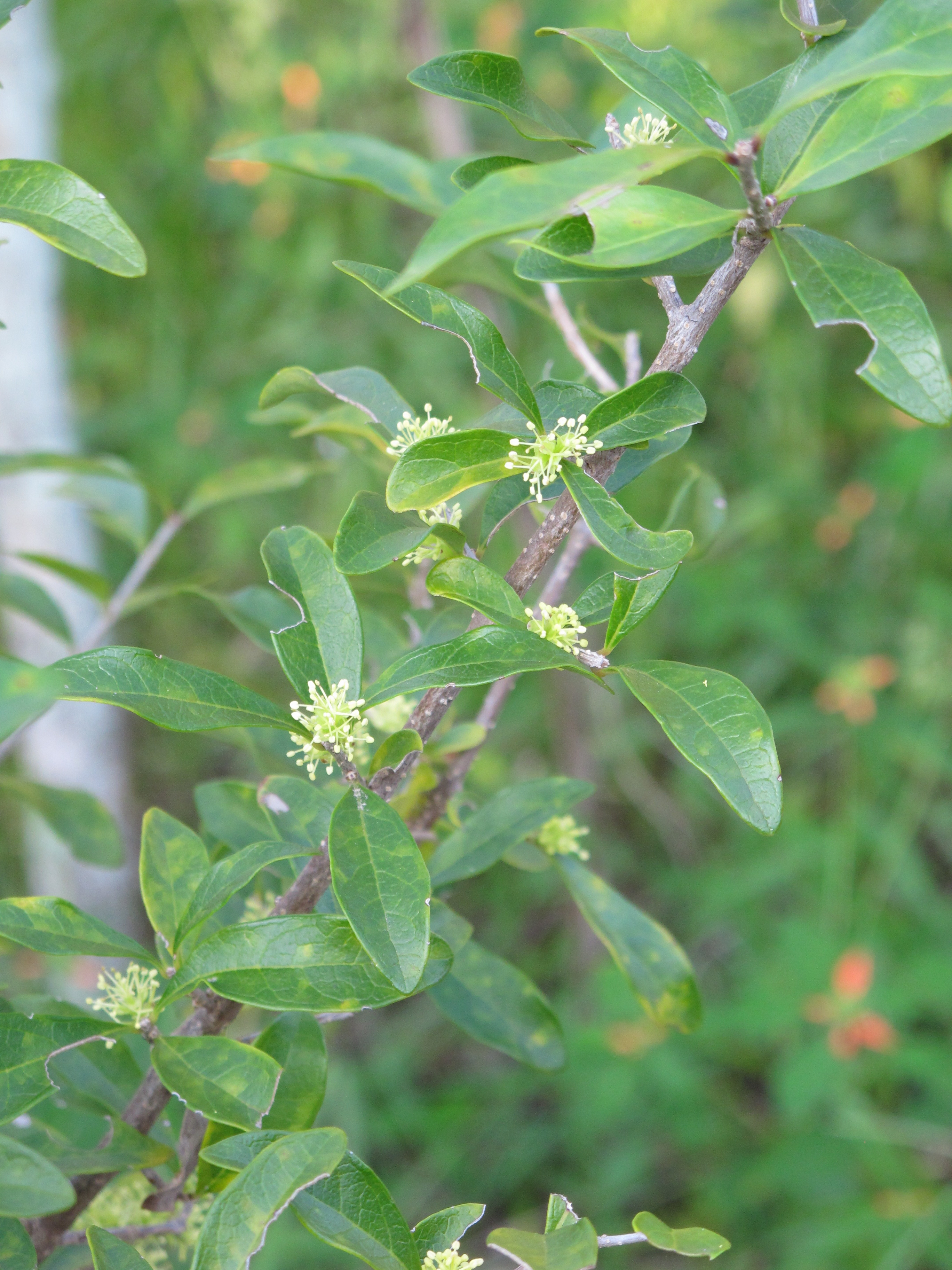